# Alfred Thomson
Alfred Reginald Thomson RA (* 10. Dezember 1894 in Bangalore, Britisch-Indien; † 27. Oktober 1979 in London) war ein britischer Grafiker und Maler. Zu seinem Werk gehören Illustrationen, Karikaturen, Porträtgemälde und Wandmalereien. Er war der letzte Künstler, der eine Goldmedaille für Malerei bei den Olympischen Spielen gewann.

## Leben
Alfred Thomson kam 1895 im indischen Bangalore zur Welt, wo sein Vater als Verwaltungsbeamter arbeitete. Er war seit seiner Geburt gehörlos und wuchs in England auf. Dort besuchte er die Royal School for Deaf Children (Königliche Schule für taubstumme Kinder) in Margate. Seine künstlerische Karriere begann Thomson als Gebrauchsgrafiker und entwarf beispielsweise Filmplakate für die Vitagraph Company. Er betätigte auch sich als Karikaturist und Illustrator. So zeichnete er Szenen aus Mr. Sponge’s Sporting Tour nach dem Roman von Robert Smith Surtees für das Badminton Magazin. In seinen frühen Porträtgemälden zeigt sich der Einfluss von Augustus John. Darüber hinaus entwarf er mehrere Wandgemälde. Hierzu gehören Szenen aus dem Roman Die Pickwickier von Charles Dickens, die er für das Hotel Duncannon Arms in London malte oder eine Raumdekoration, die für das Palais de Danse in Derby entstand.
In den 1920er Jahren nahm er an mehreren bedeutenden Kunstausstellungen teil. So stellte er 1920 Werke in der Royal Academy of Arts in London aus, war 1926 in der Ausstellung von Gemälden jüngerer Künstler aus Deutschland, England, Frankreich und den Vereinigten Staaten in der Berliner Nationalgalerie vertreten und gehörte 1927 zu den Teilnehmern der Schau Meisterwerke englischer Malerei aus 3 Jahrhunderten in der Wiener Secession. Im Zweiten Weltkrieg war Alfred Thomson Official War Artist (Offizieller Kriegskünstler) der Royal Air Force. In dieser Zeit malte er zahlreiche Porträts von Armeeangehörigen, schuf aber auch Bilder wie A High Explosive Bomb in High Street, Kensington, 18th February 1944, in dem er die Luftangriffe auf London dokumentierte. 1945 wurde Thomson Mitglied der Royal Academy of Arts. Er nahm 1948 am Kunstwettbewerb der Olympischen Spiele in London teil und erhielt für sein Gemälde The London Amateur Boxing Championship held at the Royal Albert Hall (kurz auch London Amateur Championships, deutsch: Londoner Amateurmeisterschaften) eine Goldmedaille.
Werke von Thomson befinden sich beispielsweise in der Londoner Tate Gallery (Sister Fry) und im Imperial War Museum (mehrere Werke). Thomson starb 1979 in London.